# Cornelis Spoorenberg
Cornelis Spoorenberg (Eindhoven, 21 december 1756 - Eindhoven, 8 juni 1802) is een voormalig burgemeester van de Nederlandse stad Eindhoven. 
Spoorenberg werd geboren als zoon van Burgemeester Hendrik Spoorenbergh en Aldegundis van den Wildenbergh. 
In 1801 en 1802 was hij burgemeester van Eindhoven. Zijn broer Henricus Spoorenberg was 3 jaar eerder burgemeester.
Hij trouwde te Eindhoven op 28 januari 1787 met Maria Mechtildis Pijpers, dochter van Burgemeester Jacobus Pijpers en Anna Elisabetha van Stratum, hoedenfabrikante, gedoopt te Eindhoven op 5 augustus 1763, overleden in Eindhoven op 6 december 1845.
Hun zoon was Cornelis Hubertus Spoorenberg (1802-1872), oprichter van de hoedenfabriek Spoorenberg & Co. die ook tegenwoordig nog bestaat. 